# Memo Rojas
Guillermo « Memo » Rojas, Jr., né le 18 août 1981, est un pilote automobile mexicain.
Après avoir couru dans plusieurs championnats de monoplace, il participe aujourd'hui au championnat Rolex Sports Car Series pour l'écurie Chip Ganassi Racing.
En mai 2011, il fait l'objet en compagnie de Scott Pruett et de Chip Ganassi d'un avis de recherche symbolique de la part des organisateurs du championnat Rolex Sports Car Series pour essayer de mettre fin à la série victorieuse qui dure depuis août 2010. Cette série se termine dès la course suivante sur le Virginia International Raceway.

## Biographie

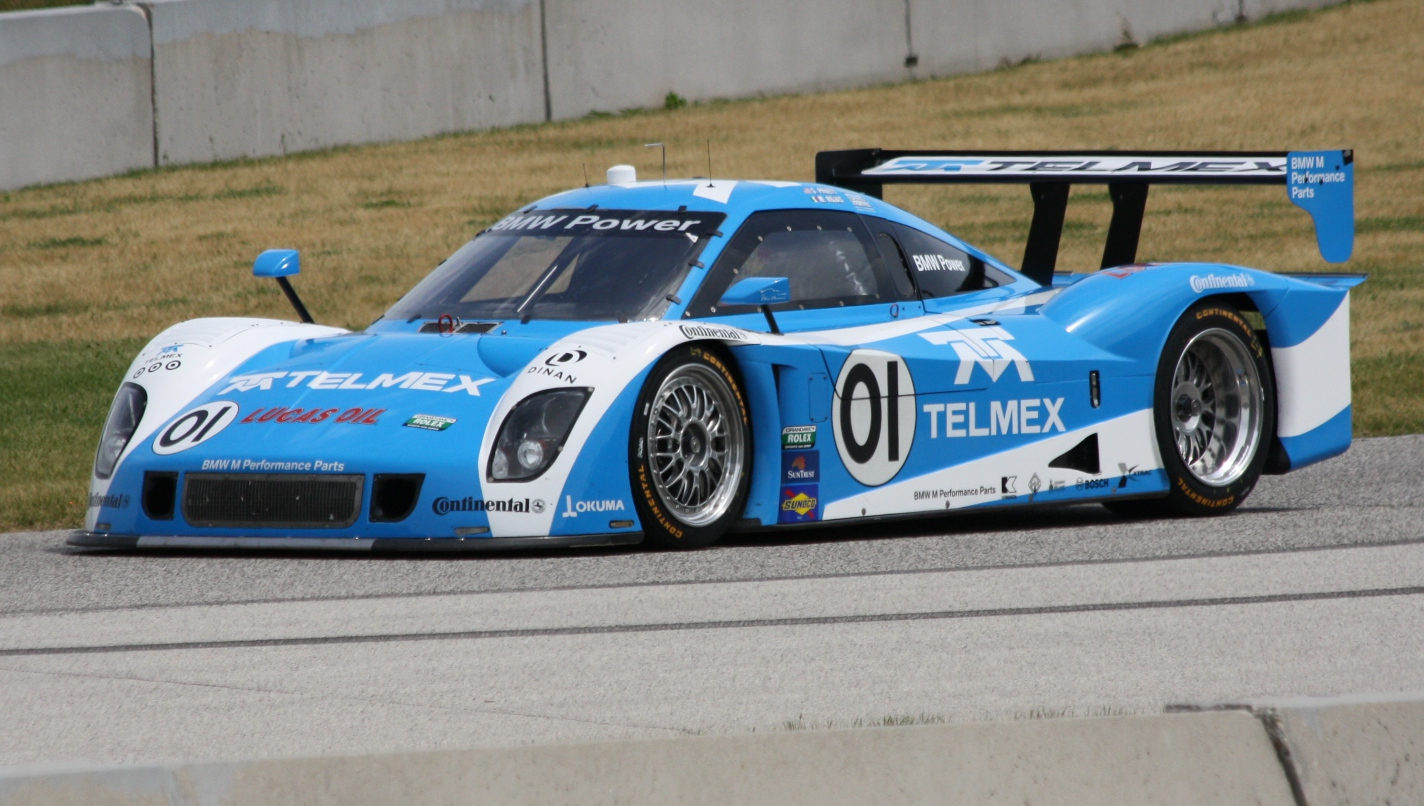
Le Chip Ganassi Racing à Road America en 2012

Il débute en karting de 1993 à 1995 puis court dans différents championnats mexicains et nord-américains avant de partir en 2004 disputer le championnat de Formule Renault en Europe pour l'écurie DAMS. Il appartient alors au Red Bull Junior Team.
Memo Rojas revient aux États-Unis en 2006 et signe avec l'écurie Chip Ganassi Racing pour participer aux Rolex Sports Car Series.

## Palmarès
- Vainqueur des 24 Heures de Daytona en 2008 avec Juan Pablo Montoya, Dario Franchitti et Scott Pruett, en 2011 avec Joey Hand, Scott Pruett et Graham Rahal et en 2013 avec Juan Pablo Montoya, Charlie Kimball et Scott Pruett
- Vainqueur des 6 Heures de Watkins Glen en 2008, 2009 et 2010 avec Scott Pruett
- Champion des Rolex Sports Car Series en 2008, 2010, 2011 et 2012 avec Scott Pruett
- Vainqueur du North American Endurance Championship en 2013 avec Scott Pruett[2]
- Vainqueur des 12 Heures de Sebring en 2014
- Champion LMP2 de l'European Le Mans Series 2017
- Champion LMP2 de l'European Le Mans Series 2019

## Résultats aux 24 heures du Mans
| Saison | Écurie             | Voiture      | Coéquipiers                    | Classe | Tours | Pos.    | Class. Pos. |
| ------ | ------------------ | ------------ | ------------------------------ | ------ | ----- | ------- | ----------- |
| 2016   | Greaves Motorsport | Ligier JS P2 | Julien Canal Nathanaël Berthon | LMP2   | 348   | 10e     | 6e          |
| 2017   | G-Drive Racing     | Oreca 07     | Ryō Hirakawa José Gutiérrez    | LMP2   | 327   | 39e     | 17e         |
| 2018   | IDEC Sport Racing  | Oreca 07     | Paul Lafargue Paul-Loup Chatin | LMP2   | 312   | Abandon | Abandon     |
| 2019   | IDEC Sport Racing  | Oreca 07     | Paul Lafargue Paul-Loup Chatin | LMP2   | 364   | 10e     | 5e          |